# 28 Korpus Armijny (Imperium Rosyjskie)
28 Korpus Armijny (ros. 28-й армейский корпус) – wyższy związek taktyczny Armii Imperium Rosyjskiego sformowany w czasie I wojny światowej.  Rozformowany na początku 1918.

## Podporządkowanie
- 11 Armii (12.08.1914 – 28.02.1915)
- 8 Armii (20.04 – 4.05.1915)
- 5 Armii (12 – 18.08.1916)
- 12 Armii (od 19.08.1915)
- 5 Armii (1.09.1915 – 8.06.1917)
- 1 Armii (16.06 – grudzień 1917)

## Dowódcy Korpusu
- gen. piechoty N.A. Kasztalinskij (wrzesień 1914 – grudzień 1916)
- gen. piechoty W.A. Slusarienko (grudzień 1916 – maj 1917)
- gen. lejtnant M.M. Butczik  (od maja 1917)